# Otomyinae
Sous-famille
Otomyinae est une sous-famille de rongeurs de la famille des muridés.

## Liste des genres
Selon Mammal Species of the World (version 3, 2005)  (31 mai 2016) et ITIS (31 mai 2016) :
- Myotomys Thomas, 1918
- Otomys F. Cuvier, 1824
- Parotomys Thomas, 1918